# Komisja Dyscyplinarna Kurii Rzymskiej
Komisja Dyscyplinarna Kurii Rzymskiej (wł. Commissione disciplinare della Curia Romana) – komisja zajmująca się dyscypliną pracowników kurii rzymskiej działającej przy Stolicy Apostolskiej. 
Od 2010 roku funkcję przewodniczącego pełni arcybiskup Giorgio Corbellini.

## Historia
Komisję utworzył Jan Paweł II 5 października 1981. Do 2010 funkcję przewodniczącego komisji pełnił równocześnie przewodniczący Papieskiej Rady ds. Tekstów Prawnych.

## Przewodniczący komisji
- Rosalio José Castillo Lara (1981–1990)
- Vincenzo Fagiolo (1990–1997)
- Mario Francesco Pompedda (1997–1999)
- Julián Herranz Casado (1999–2010)
- Giorgio Corbellini (2010–2019)